# آشیش رای
آسیش رای (انگلیسی: Asish Rai؛ زادهٔ ۲۷ ژانویهٔ ۱۹۹۹) بازیکن فوتبال اهل هند است.
از باشگاه‌هایی که در آن بازی کرده‌است می‌توان به باشگاه فوتبال پون سیتی اشاره کرد.
وی همچنین در تیم‌های ملی فوتبال زیر ۲۰ سال و زیر ۲۳ سال هند بازی کرده‌است.